# Aietes
Aietes (altgriechisch Αἰήτης Aiḗtēs, deutsch ‚der aus Aia‘; lateinisch Aeetes) war in der griechischen Mythologie der Sohn des Helios und der Perse, einer Okeanide und Göttin des Mondes, zugleich Bruder der Kirke, der Pasiphae, des Perses und des Aloeus. Er heiratete Idyia, die Tochter des Okeanos, und zeugte mit ihr die Medea, die Chalkiope und die Iophassa. Zusammen mit Asterodeia oder der Eurylyte war er der Vater des Absyrtos. Diodor nennt die skrupellose Hekate, die Tochter des Perses, als Gattin des Aietes und Mutter der Medea, der Kirke und des Aigialeus.

## Mythos
Während sein Bruder Aloeus die Herrschaft über Asopia, das spätere Sikyon erhielt, bekam Aietes von seinem Vater die Regierung über Ephyraia (Korinth). Später entschloss er sich, nach Kolchis auszuwandern, und übergab die Herrschaft an Bounos. Er gründete an der Mündung des Phasis die Stadt Aia und regierte das Land als König.
Auf seiner Flucht gelangte Phrixos auf einem fliegenden, goldenen Widder zu Aietes. Phrixos schlachtete den Widder und schenkte Aietes das goldene Vlies. Aietes befestigte es an einem Baum im heiligen Hain des Ares. Phrixos heiratete Chalkiope, die Tochter des Aietes. Da Aietes vor Fremden gewarnt wurde und seine Gattin ihn noch dazu ermunterte, tötete er aber später Phrixos.
Auf der Suche nach dem goldenen Vlies landeten die Argonauten in Kolchis. Iason, ihr Anführer, forderte es von Aietes. Dieser versprach es ihm zu geben, wenn es ihm gelänge, mit Hilfe des erzfüßigen Stieres, den Hephaistos geschaffen hatte, die Drachenzähne auszusäen. Diese Zähne hatte Athene zu gleichen Teilen an Aietes und an Kadmos gegeben. Medea, die Tochter des Aietes, hatte sich in Iason verliebt und fürchtete, er werde bei der schwierigen Aufgabe sterben. Deshalb entwendete sie das Vlies, gab es Iason und floh zusammen mit ihrem Bruder Absyrtos und den Argonauten zu Schiff. Aietes verfolgte sie und drohte sie einzuholen. Deshalb tötete Medea Absyrtos, schnitt ihn in Stücke und warf sie ins Meer. Während Aietes die Stücke einsammelte, konnten die Argonauten entkommen.
Nach einer anderen Version verfolgte Absyrtos die Argonauten und wurde von Iason getötet.
Als Aietes schon sehr alt war, kehrte Medea zusammen mit ihrem Sohn Medos in ihre Heimat zurück. Perses, der Bruder des Aietes, hatte sich der Herrschaft bemächtigt. Medos tötete Perses und übergab die Herrschaft wieder an Aietes. In einer Variante des Mythos war es Medea, die ihren Onkel Perses tötete und, da Aietes zu diesem Zeitpunkt schon tot war, die Herrschaft ihrem Sohn Medos übertrug.
Aietes soll Klytios, den Sohn des Eurytos, und Iphitos, den Bruder des Eurystheus, getötet haben.